# Phil Mills
Philip Lewis Mills, noto Phil (Trefeglwys, 30 agosto 1963) è un copilota di rally britannico, copilota di Petter Solberg, con il quale vinse il titolo mondiale 2003.

## Palmarès
2003
- - Campionato del mondo rally, con Petter Solberg su Subaru Impreza WRC.

### Vittorie nel mondiale rally

#### WRC-2
| Nº | Anno | Rally                      | Pilota         | Vettura                |
| -- | ---- | -------------------------- | -------------- | ---------------------- |
| 1  | 2019 | 75° Rally di Gran Bretagna | Petter Solberg | Volkswagen Polo GTI R5 |

#### WRC
| Nº | Anno | Rally                         | Pilota         | Vettura                | Squadra                 |
| -- | ---- | ----------------------------- | -------------- | ---------------------- | ----------------------- |
| 1  | 2002 | 58º Rally di Gran Bretagna    | Petter Solberg | Subaru Impreza WRC2001 | 555 Subaru WRT          |
| 2  | 2003 | 31º Rally di Cipro            | Petter Solberg | Subaru Impreza WRC2003 | 555 Subaru WRT          |
| 3  | 2003 | 16º Rally d'Australia         | Petter Solberg | Subaru Impreza WRC2003 | 555 Subaru WRT          |
| 4  | 2003 | 47º Tour de Corse             | Petter Solberg | Subaru Impreza WRC2003 | 555 Subaru WRT          |
| 5  | 2003 | 59º Rally di Gran Bretagna    | Petter Solberg | Subaru Impreza WRC2003 | 555 Subaru WRT          |
| 6  | 2004 | 35º Rally della Nuova Zelanda | Petter Solberg | Subaru Impreza WRC2004 | 555 Subaru WRT          |
| 7  | 2004 | 51º Rally dell'Acropoli       | Petter Solberg | Subaru Impreza WRC2004 | 555 Subaru WRT          |
| 8  | 2004 | 4º Rally del Giappone         | Petter Solberg | Subaru Impreza WRC2004 | 555 Subaru WRT          |
| 9  | 2004 | 60º Rally di Gran Bretagna    | Petter Solberg | Subaru Impreza WRC2004 | 555 Subaru WRT          |
| 10 | 2004 | 1º Rally d'Italia-Sardegna    | Petter Solberg | Subaru Impreza WRC2004 | 555 Subaru WRT          |
| 11 | 2005 | 54º Rally di Svezia           | Petter Solberg | Subaru Impreza WRC2004 | Subaru World Rally Team |
| 12 | 2005 | 2º Rally del Messico          | Petter Solberg | Subaru Impreza WRC2005 | Subaru World Rally Team |
| 13 | 2005 | 61º Rally di Gran Bretagna    | Petter Solberg | Subaru Impreza WRC2005 | Subaru World Rally Team |

## Risultati nel mondiale rally

### WRC
| 1990 | Scuderia | Vettura                     |  |  |  |  |  |  |  |  |  |  |  |     |  |  |  |  | Punti | Pos. |
| ---- | -------- | --------------------------- |  |  |  |  |  |  |  |  |  |  |  | --- |  |  |  |  | ----- | ---- |
| 1990 |          | Ford Sierra RS Cosworth 4x4 |  |  |  |  |  |  |  |  |  |  |  | Rit |  |  |  |  | 0     |      |

| 1995 | Scuderia | Vettura                 |  |  |  |  |  |     |  |  |  |  |  |  |  |  |  |  | Punti | Pos. |
| ---- | -------- | ----------------------- |  |  |  |  |  | --- |  |  |  |  |  |  |  |  |  |  | ----- | ---- |
| 1995 |          | Ford Escort RS Cosworth |  |  |  |  |  | Rit |  |  |  |  |  |  |  |  |  |  | 0     |      |

| 1997 | Scuderia                                      | Vettura                                                       |  |  |  |  |  |   |  |  |  |     |  |  |  |     |  |  | Punti | Pos. |
| ---- | --------------------------------------------- | ------------------------------------------------------------- |  |  |  |  |  | - |  |  |  | --- |  |  |  | --- |  |  | ----- | ---- |
| 1997 | Ford Motor Co Ltd e Nissan Motorsports Europe | Ford Escort WRC, Nissan Micra Kit Car e Nissan Almera Kit Car |  |  |  |  |  | 9 |  |  |  | Rit |  |  |  | Rit |  |  | 0     |      |

| 1998 | Scuderia                  | Vettura               |  |  |  |     |  |  |  |     |  |    |    |  |     |  |  |  | Punti | Pos. |
| ---- | ------------------------- | --------------------- |  |  |  | --- |  |  |  | --- |  | -- | -- |  | --- |  |  |  | ----- | ---- |
| 1998 | Nissan Motorsports Europe | Nissan Almera Kit Car |  |  |  | Rit |  |  |  | Rit |  | 15 | 18 |  | Rit |  |  |  | 0     |      |

| 1999 | Scuderia          | Vettura                          |  |    |  |    |  |  |  |  |  |    |  |    |  |   |  |  | Punti | Pos. |
| ---- | ----------------- | -------------------------------- |  | -- |  | -- |  |  |  |  |  | -- |  | -- |  | - |  |  | ----- | ---- |
| 1999 | Ford Motor Co Ltd | Ford Escort WRC e Ford Focus WRC |  | 11 |  | 11 |  |  |  |  |  | 12 |  | 27 |  | 9 |  |  | 0     |      |

| 2000 | Scuderia                                    | Vettura                                    |  |  |   |     |  |   |     |   |     |  |     |   |     |     |  |  | Punti | Pos. |
| ---- | ------------------------------------------- | ------------------------------------------ |  |  | - | --- |  | - | --- | - | --- |  | --- | - | --- | --- |  |  | ----- | ---- |
| 2000 | Ford Motor Co Ltd e Subaru World Rally Team | Ford Focus WRC 00 e Subaru Impreza WRC2000 |  |  | 5 | Rit |  | 6 | Rit | 4 | Rit |  | Rit | 9 | Rit | Rit |  |  | 6     | 10º  |

| 2001 | Scuderia                | Vettura                |     |   |     |     |   |     |   |     |   |   |   |   |   |     |  |  | Punti | Pos. |
| ---- | ----------------------- | ---------------------- | --- | - | --- | --- | - | --- | - | --- | - | - | - | - | - | --- |  |  | ----- | ---- |
| 2001 | Subaru World Rally Team | Subaru Impreza WRC2001 | Rit | 6 | Rit | Rit | 5 | Rit | 2 | Rit | 7 | 7 | 9 | 5 | 7 | Rit |  |  | 11    | 10º  |

| 2002 | Scuderia       | Vettura                                         |   |     |   |   |   |   |   |     |   |     |   |     |   |   |  |  | Punti | Pos. |
| ---- | -------------- | ----------------------------------------------- | - | --- | - | - | - | - | - | --- | - | --- | - | --- | - | - |  |  | ----- | ---- |
| 2002 | 555 Subaru WRT | Subaru Impreza WRC2001 e Subaru Impreza WRC2002 | 6 | Rit | 5 | 5 | 5 | 2 | 5 | Rit | 3 | Rit | 3 | Rit | 3 | 1 |  |  | 37    | 2º   |

| 2003 | Scuderia       | Vettura                |     |   |     |   |   |   |   |   |   |   |     |   |   |   |  |  | Punti | Pos. |
| ---- | -------------- | ---------------------- | --- | - | --- | - | - | - | - | - | - | - | --- | - | - | - |  |  | ----- | ---- |
| 2003 | 555 Subaru WRT | Subaru Impreza WRC2003 | Rit | 6 | Rit | 3 | 5 | 3 | 1 | 8 | 2 | 1 | Rit | 1 | 5 | 1 |  |  | 72    | 1º   |

| 2004 | Scuderia       | Vettura                                         |   |   |   |   |   |   |   |     |     |     |   |   |   |   |   |     | Punti | Pos. |
| ---- | -------------- | ----------------------------------------------- | - | - | - | - | - | - | - | --- | --- | --- | - | - | - | - | - | --- | ----- | ---- |
| 2004 | 555 Subaru WRT | Subaru Impreza WRC2003 e Subaru Impreza WRC2004 | 7 | 3 | 4 | 1 | 4 | 1 | 3 | Rit | Rit | Rit | 1 | 1 | 1 | 5 | 5 | Rit | 82    | 2º   |

| 2005 | Scuderia                | Vettura                                         |     |   |   |   |   |     |   |   |   |   |   |   |     |   |    |     | Punti | Pos. |
| ---- | ----------------------- | ----------------------------------------------- | --- | - | - | - | - | --- | - | - | - | - | - | - | --- | - | -- | --- | ----- | ---- |
| 2005 | Subaru World Rally Team | Subaru Impreza WRC2004 e Subaru Impreza WRC2005 | Rit | 1 | 1 | 3 | 2 | Rit | 2 | 9 | 3 | 4 | 7 | 1 | Rit | 3 | 13 | Rit | 71    | 2º   |

| 2006 | Scuderia                | Vettura                |     |     |   |   |    |   |   |   |     |     |   |   |    |   |   |   | Punti | Pos. |
| ---- | ----------------------- | ---------------------- | --- | --- | - | - | -- | - | - | - | --- | --- | - | - | -- | - | - | - | ----- | ---- |
| 2006 | Subaru World Rally Team | Subaru Impreza WRC2006 | Rit | Rit | 2 | 7 | 11 | 2 | 9 | 7 | Rit | Rit | 7 | 8 | 13 | 2 | 6 | 3 | 40    | 6º   |

| 2007 | Scuderia                | Vettura                                         |   |     |   |     |   |     |   |   |     |   |   |   |   |     |   |   | Punti | Pos. |
| ---- | ----------------------- | ----------------------------------------------- | - | --- | - | --- | - | --- | - | - | --- | - | - | - | - | --- | - | - | ----- | ---- |
| 2007 | Subaru World Rally Team | Subaru Impreza WRC2006 e Subaru Impreza WRC2007 | 6 | Rit | 4 | Rit | 2 | Rit | 5 | 3 | Rit | 6 | 7 | 6 | 5 | Rit | 5 | 4 | 47    | 5º   |

| 2008 | Scuderia                | Vettura                                         |   |   |    |     |     |    |   |   |   |   |   |   |   |   |   |  | Punti | Pos. |
| ---- | ----------------------- | ----------------------------------------------- | - | - | -- | --- | --- | -- | - | - | - | - | - | - | - | - | - |  | ----- | ---- |
| 2008 | Subaru World Rally Team | Subaru Impreza WRC2007 e Subaru Impreza WRC2008 | 5 | 4 | 12 | Rit | Rit | 10 | 2 | 6 | 6 | 5 | 4 | 5 | 5 | 8 | 4 |  | 46    | 6º   |

| 2009 | Scuderia                                               | Vettura                            |  |   |   |   |     |   |     |   |     |  |   |   |  |  |  |  | Punti | Pos. |
| ---- | ------------------------------------------------------ | ---------------------------------- |  | - | - | - | --- | - | --- | - | --- |  | - | - |  |  |  |  | ----- | ---- |
| 2009 | Petter Solberg Rally MSN Edition e Citroën Junior Team | Citroën Xsara WRC e Citroën C4 WRC |  | 6 | 3 | 4 | Rit | 3 | Rit | 4 | Rit |  | 4 | 4 |  |  |  |  | 35    | 5º   |

| 2010 | Scuderia           | Vettura        |   |   |   |   |     |   |  |  |  |  |  |  |  |  |  |  | Punti | Pos. |
| ---- | ------------------ | -------------- | - | - | - | - | --- | - |  |  |  |  |  |  |  |  |  |  | ----- | ---- |
| 2010 | Petter Solberg WRT | Citroën C4 WRC | 9 | 2 | 3 | 2 | Rit | 5 |  |  |  |  |  |  |  |  |  |  | 63    | 9º   |

| 2018 | Scuderia         | Vettura         |  |  |  |   |  |  |  |  |  |  |  |  |  |  |  |  | Punti | Pos. |
| ---- | ---------------- | --------------- |  |  |  | - |  |  |  |  |  |  |  |  |  |  |  |  | ----- | ---- |
| 2018 | M-Sport Ford WRT | Ford Fiesta WRC |  |  |  | 5 |  |  |  |  |  |  |  |  |  |  |  |  | 10    | 17º  |

| 2019 | Scuderia | Vettura                |  |  |  |  |  |  |  |  |  |  |  |    |  |  |  |  | Punti | Pos. |
| ---- | -------- | ---------------------- |  |  |  |  |  |  |  |  |  |  |  | -- |  |  |  |  | ----- | ---- |
| 2019 |          | Volkswagen Polo GTI R5 |  |  |  |  |  |  |  |  |  |  |  | 10 |  |  |  |  | 1     | 31º  |

| Legenda | 1º posto | 2º posto | 3º posto | A punti | Senza punti | Ritirato | Squalificato | NP=Non partito C=Gara cancellata | Apice=Power stage |

### WRC-2
| 2019 | Scuderia | Vettura                |  |  |  |  |  |  |  |  |  |  |  |   |  |  |  |  | Punti | Pos. |
| ---- | -------- | ---------------------- |  |  |  |  |  |  |  |  |  |  |  | - |  |  |  |  | ----- | ---- |
| 2019 |          | Volkswagen Polo GTI R5 |  |  |  |  |  |  |  |  |  |  |  | 1 |  |  |  |  | 25    | 20º  |

| Legenda | 1º posto | 2º posto | 3º posto | A punti | Senza punti | Ritirato | Squalificato | NP=Non partito C=Gara cancellata | Apice=Power stage |